# Federico di Sassonia-Weimar
Federico di Sassonia-Weimar (Altenburg, 1º marzo 1596 – Fleurus, 19 agosto 1622) è stato un duca e militare tedesco.
Il duca Federico era figlio di Giovanni di Sassonia-Weimar e della di lui moglie Dorotea Maria di Anhalt.
I duchi Giovanni Ernesto I di Sassonia-Weimar, Guglielmo di Sassonia-Weimar, Alberto di Sassonia-Eisenach, Giovanni Federico di Sassonia-Weimar, Ernesto I di Sassonia-Gotha-Altenburg e Bernardo di Sassonia-Weimar erano suoi fratelli.

## Biografia
Con il suo fratello maggiore Giovanni I di Sassonia-Weimar, detto il Giovane, ricevette la sua prima educazione dal precettore e maestro di corte Federico di Kospoth. Con il fratello maggiore e con Federico studiò anche a Jena.
Il 24 agosto 1617 nel castello di Hornstein (oggi Wilhelmsburg) fu fondata la Società dei Carpofori. Quale socio cofondatore ricevette dal principe Ludovico I di Anhalt-Köthen il nome di La speranza e come mottoes soll noch werden mentre come arma gli fu destinato una ciliegia non ancora matura pendente da un albero.
Poche settimane dopo il duca Federico iniziò il suo Grand Tour. Egli si recò in Francia, quindi in Inghilterra e tornò in patria attraverso i Paesi Bassi nel 1619.
Insieme ai fratelli Giovanni I il giovane, Guglielmo IV e Giovanni Federico, combatté dalla parte dei protestanti nella guerra boema.
Sotto il conte Pietro Ernesto II di Mansfeld prestò servizio come colonnello. Nel reggimento di Cristiano di Halberstadt cercò nel 1622 presso Fleury di forzare il blocco delle truppe spagnole al comando di  Gonzalo Férnandez de Córdoba ma rimase ferito a morte.

## Ascendenza
|                                        |                              |                                   | Genitori                           |  |  | Nonni |  |  | Bisnonni                        |  |  | Trisnonni            |  |
|                                        |                              |                                   |                                    |  |  |       |  |  | Giovanni Federico I di Sassonia |  |  | Giovanni di Sassonia |  |
|                                        |                              |                                   |                                    |  |  |       |  |  | Giovanni Federico I di Sassonia |  |  | Giovanni di Sassonia |  |
|                                        |                              | Sofia di Mecleburgo-Schwerin      |                                    |  |  |       |  |  | Giovanni Federico I di Sassonia |  |  |                      |  |
| Giovanni Guglielmo di Sassonia-Weimar  |                              |                                   |                                    |  |  |       |  |  | Giovanni Federico I di Sassonia |  |  |                      |  |
|                                        |                              | Sibilla di Jülich-Kleve-Berg      | Giovanni III di Kleve              |  |  |       |  |  |                                 |  |  |                      |  |
|                                        |                              | Sibilla di Jülich-Kleve-Berg      | Giovanni III di Kleve              |  |  |       |  |  |                                 |  |  |                      |  |
|                                        |                              | Sibilla di Jülich-Kleve-Berg      | Maria di Jülich-Berg               |  |  |       |  |  |                                 |  |  |                      |  |
| Giovanni di Sassonia-Weimar            |                              | Sibilla di Jülich-Kleve-Berg      |                                    |  |  |       |  |  |                                 |  |  |                      |  |
|                                        |                              | Federico III del Palatinato       | Giovanni II del Palatinato-Simmern |  |  |       |  |  |                                 |  |  |                      |  |
|                                        |                              | Federico III del Palatinato       | Giovanni II del Palatinato-Simmern |  |  |       |  |  |                                 |  |  |                      |  |
|                                        |                              | Federico III del Palatinato       | Beatrice di Baden                  |  |  |       |  |  |                                 |  |  |                      |  |
| Dorotea Susanna di Wittelsbach-Simmern |                              | Federico III del Palatinato       |                                    |  |  |       |  |  |                                 |  |  |                      |  |
|                                        |                              | Maria di Brandeburgo-Bayreuth     | Casimiro di Brandeburgo-Bayreuth   |  |  |       |  |  |                                 |  |  |                      |  |
|                                        |                              | Maria di Brandeburgo-Bayreuth     | Casimiro di Brandeburgo-Bayreuth   |  |  |       |  |  |                                 |  |  |                      |  |
|                                        |                              | Maria di Brandeburgo-Bayreuth     | Susanna di Baviera                 |  |  |       |  |  |                                 |  |  |                      |  |
| Federico di Sassonia-Weimar            |                              | Maria di Brandeburgo-Bayreuth     |                                    |  |  |       |  |  |                                 |  |  |                      |  |
|                                        | Giovanni IV di Anhalt-Zerbst | Ernesto di Anhalt-Zerbst          |                                    |  |  |       |  |  |                                 |  |  |                      |  |
|                                        | Giovanni IV di Anhalt-Zerbst | Ernesto di Anhalt-Zerbst          |                                    |  |  |       |  |  |                                 |  |  |                      |  |
|                                        | Giovanni IV di Anhalt-Zerbst | Margherita di Münsterberg         |                                    |  |  |       |  |  |                                 |  |  |                      |  |
| Gioacchino Ernesto di Anhalt           | Giovanni IV di Anhalt-Zerbst |                                   |                                    |  |  |       |  |  |                                 |  |  |                      |  |
|                                        |                              | Margherita di Brandeburgo         | Gioacchino I di Brandeburgo        |  |  |       |  |  |                                 |  |  |                      |  |
|                                        |                              | Margherita di Brandeburgo         | Gioacchino I di Brandeburgo        |  |  |       |  |  |                                 |  |  |                      |  |
|                                        |                              | Margherita di Brandeburgo         | Elisabetta di Danimarca            |  |  |       |  |  |                                 |  |  |                      |  |
| Dorotea Maria di Anhalt                |                              | Margherita di Brandeburgo         |                                    |  |  |       |  |  |                                 |  |  |                      |  |
|                                        |                              | Cristoforo di Württemberg         | Ulrico di Württemberg              |  |  |       |  |  |                                 |  |  |                      |  |
|                                        |                              | Cristoforo di Württemberg         | Ulrico di Württemberg              |  |  |       |  |  |                                 |  |  |                      |  |
|                                        |                              | Cristoforo di Württemberg         | Sabina di Baviera                  |  |  |       |  |  |                                 |  |  |                      |  |
| Eleonora di Württemberg                |                              | Cristoforo di Württemberg         |                                    |  |  |       |  |  |                                 |  |  |                      |  |
|                                        |                              | Anna Maria di Brandeburgo-Ansbach | Giorgio di Brandeburgo-Ansbach     |  |  |       |  |  |                                 |  |  |                      |  |
|                                        |                              | Anna Maria di Brandeburgo-Ansbach | Giorgio di Brandeburgo-Ansbach     |  |  |       |  |  |                                 |  |  |                      |  |
|                                        |                              | Anna Maria di Brandeburgo-Ansbach | Edvige di Münsterberg-Oels         |  |  |       |  |  |                                 |  |  |                      |  |
|                                        |                              | Anna Maria di Brandeburgo-Ansbach |                                    |  |  |       |  |  |                                 |  |  |                      |  |

| Controllo di autorità | VIAF (EN) 59519571 · CERL cnp01006192 · GND (DE) 104206497 |